# Howard Hathaway Aiken
Howard Hathaway Aiken (Hoboken, 8 marzo 1900 – Saint Louis, 14 marzo 1973) è stato un matematico statunitense.
Aiken studiò alla University of Wisconsin–Madison e più tardi, nel 1939, ottenne la sua PhD in fisica alla Harvard University. Durante questo periodo ebbe a che fare con equazioni differenziali complesse, che poteva risolvere solo in modo numerico, ma trovava il processo troppo tedioso, così pensò ad un sistema elettro-meccanico in grado di svolgere questo lavoro al suo posto. Il computer fu originariamente chiamato ASCC (Automatic Sequence Controlled Calculator), mentre più tardi prese il nome di  Harvard Mark I. Grazie alla cooperazione di ingegneri della IBM il progetto fu portato a termine e venne installato nel febbraio del 1944 ad Harvard. Richard Milton Bloch, Robert Campbell e Grace Hopper entrarono a far parte del progetto più tardi come programmatori. Nel 1947 Aiken completò la Harvard Mark II, più tardi lavorò alla Mark III e alla Harvard Mark IV, la quale era completamente elettronica.
Aiken si ispirò alla macchina differenziale di Charles Babbage.
Aiken accumulò molte onorificenze alla University of Wisconsin, Wayne State and Technische Hochschule, Darmstadt. Nel 1947 fu eletto Socio della American Academy of Arts and Sciences. Ricevette il premio Harry H. Goode Memorial nel 1964 e nello stesso anno la medaglia John Price Wetherill ed infine nel 1970 la medaglia IEEE (Institute of Electrical and Electronics Engineers) Edison " Per una meritata carriera di pioniere nello sviluppo e applicazione dei computer digitali e per l'importante contributo all'educazione nel campo digitale". 
Un altro importante contributo di Aiken fu l'introduzione di un programma specializzato della scienza informatica all'università di Harvard nel 1947, pochi decenni più tardi il programma comparve in altre università. 

## Vita personale
Howard Hathaway Aiken nacque 8 Marzo 1900 a Hoboken (New Jersey) da Daniel Aiken che proveniva da una ricca ed affermata famiglia dell'Indiana e da Margaret Emily Mierisch figlia di immigrati tedeschi. Si sposò tre volte: la prima con Louise Mancill, più tardi con Agnes Montgomery e infine con Mary McFarland. Con la prima moglie ebbe una bambina di nome Rachel Ann, con la seconda ebbe una figlia di nome Elizabeth (Betsy).
Howard Aiken fu anche un Comandante nella United States Navy Reserve.
All'età di 60 anni si ritirò in Fort Lauderdale, Florida, dove continuò a dare contributi alla tecnologia. Fondò la Howard Aiken Industries Incorporated, la quale offriva consultazioni aziendali per business in fallimento. Durante il suo soggiorno in Florida si adoperò come Distinto Professore di informatica alla Università di Miami. Infine divenne consulente per le compagnie Lockheed Martin e Monsanto. Il 14 Marzo del 1973 Aiken morì durante un viaggio a St. Louis, Missouri per una consulenza. Sua moglie Mary morì nel 2013.